# モイゼス・リマ・マガリャンイス
モイゼス（Moisés）ことモイゼス・リマ・マガリャンイス（ポルトガル語: Moisés Lima Magalhães、1988年3月17日 - ）は、ブラジルの元サッカー選手。現役時代のポジションはMF。

## クラブ歴
ベロオリゾンテに生まれ、地元のアメリカ・ミネイロの下部組織からトップチームに昇格。トップチーム昇格後は多数のクラブにレンタル移籍した。2012年5月にアソシアソン・ポルトゥゲーザ・ジ・デスポルトスに移籍。6月6日に行われたコリチーバFC戦でカンピオナート・ブラジレイロ・セリエA初出場。4日後に行われたアトレチコ・ゴイアニエンセ戦でカンピオナート・ブラジレイロ・セリエA初得点を記録した。
2014年1月11日にプルヴァHNLのHNKリエカにレンタル移籍し、その後完全移籍した。
2016年にSEパルメイラスに移籍しブラジルに復帰。同年はボーラ・ジ・プラッタ、プレミオ・クラッキ・ド・ブラジレイロン両方に選出された。
2019年7月、山東魯能泰山足球倶楽部に移籍した。
2023年12月15日、アメリカ・ミネイロに復帰した。

## 個人
弟のマテウス・リマ・マガリャンイスもサッカー選手。

## タイトル

### クラブ
アメリカ・ミネイロ
- カンピオナート・ブラジレイロ・セリエC: 2009

ポルトゥゲーザ
- カンピオナート・パウリスタA2: 2013

リエカ
- フルヴァツキ・ノゴメトニ・クプ: 2013-14
- フルヴァツキ・ノゴメトニ・スーペルクプ: 2014

パルメイラス
- カンピオナート・ブラジレイロ・セリエA: 2016, 2018

山東魯能/山東泰山
- 中国FAカップ: 2020, 2021, 2022
- 中国サッカー・スーパーリーグ: 2021

### 個人
- ボーラ・ジ・プラッタ: 2016[4]
- プレミオ・クラッキ・ド・ブラジレイロン: 2016[5]